# Šumienkový zákusok
El šumienkový zákusok (AFI: ['ʂumɪenkɔʋiː 'zaːkusɔk] o zákusek (AFI: ['ʃumɪɛnkoviː 'zaːkusɛk]), en español: postre de polvo efervescente), el šumienkový koláč (AFI: ['ʂumɪenkɔʋiː 'kɔlaːtʂ] o (AFI: ['ʃumɪɛnkoviː 'kolaːtʃ], en español: pastel de polvo efervescente), el tvarohový koláč so želatínou (AFI: ['tʋarɔɦɔʋiː 'kɔlaːtʂ 'zo 'ʐelaciːnou], en español: pastel de tvaroh con gelatina), las šumienkové kocky (AFI: ['ʃumienkɔʋeː 'kɔtski], en español: cubos de polvo efervescente), los šumienkové rezy (AFI: ['ʂumɪenkɔʋeː 'rezi])  o řezy (AFI: ['ʃumɪenkovɛː 'r̝ɛzɪ], en español: cortes de polvo efervescente) o los vitacitové řezy (AFI: ['vɪtacɪtoveː 'r̝ɛzɪ], en español: cortes de Vitacit; coloquialmente šumienkáč), en Eslovaquia y República Checa, es un postre de verano compuesto por bizcocho (natural o con cacao), crema batida o tvaroh y gelatina de polvo efervescente o bebida instantánea de frutas cítricas y crema en polvo con aroma de vainilla. A veces se añade fruta.

## Recursos
- «Šumienkový koláč | Tastelist.sk». Tastelist (en eslovaco). 29 de febrero de 2024. Consultado el 31 de marzo de 2024.
- Veronika (14 de julio de 2022). «TOP 10 tipov na rýchle letné koláče a dezerty» (en eslovaco). Consultado el 27 de marzo de 2024.
- «Šumienkový zákusok» (en eslovaco). 4 de julio de 2016. Consultado el 27 de marzo de 2024.
- «5 čarovných koláčikov, ktoré vždy vyjdú» (en eslovaco). Consultado el 27 de marzo de 2024.
- To je nápad! (6 de enero de 2022). «Úžasné ŠUMIENKOVÉ kocky: Fantastický tvarohový koláč, deti ho doslova milujú a hotový je hneď!» (en eslovaco). Consultado el 5 de abril de 2024.
- «Tvarohový koláč so želatínou». Consultado el 9 de abril de 2024.
- «vitacitové řezy». Kalorické Tabulky (en checo). Consultado el 9 de abril de 2024.

- Datos: Q125169624